# Wegbier

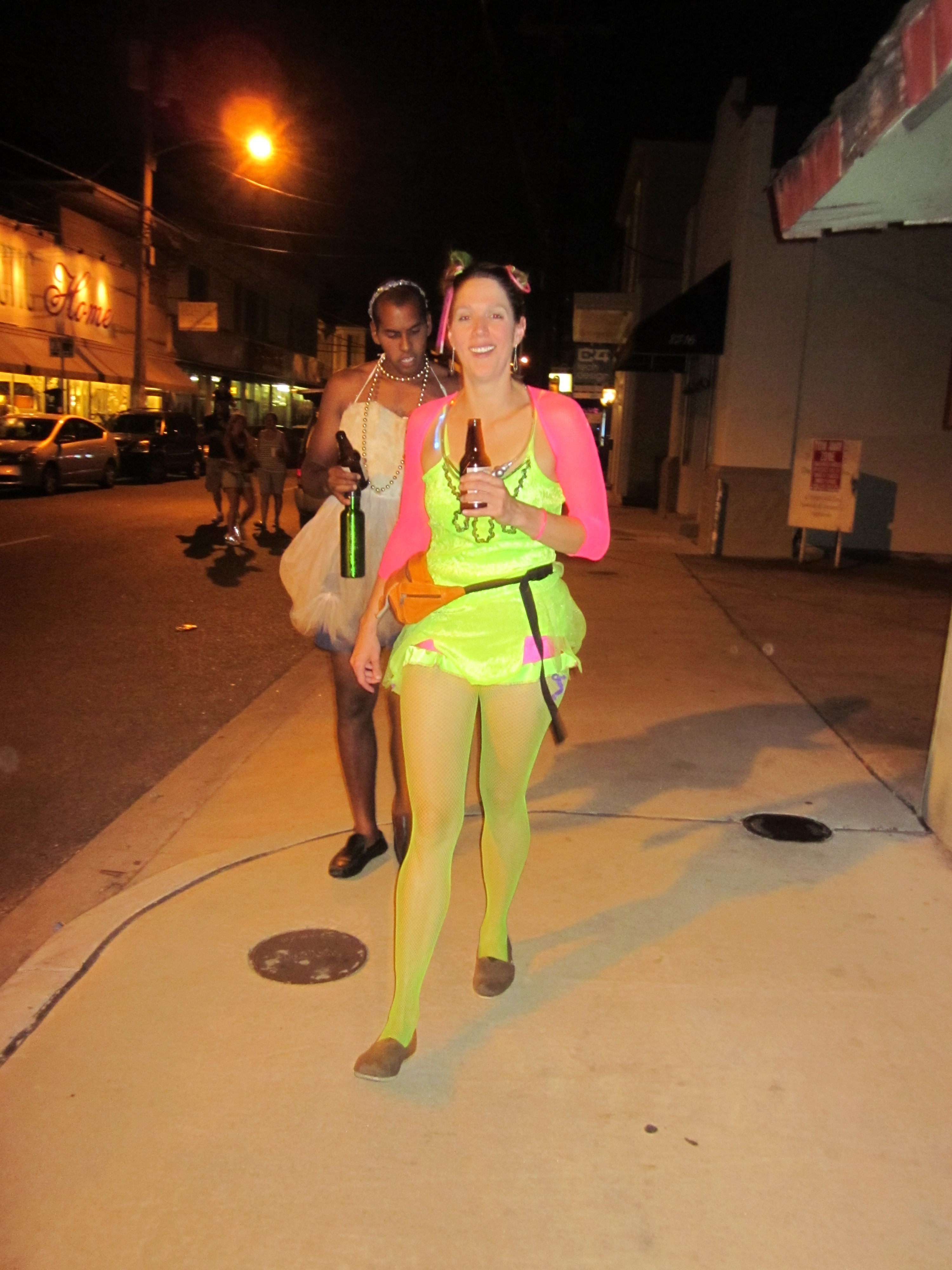
Kostümierte mit Wegbier in New Orleans

Wegbier (auch Wegebier, scherzhaft Fußpils oder als Berolinismus Faustmolle) bezeichnet ein Bier oder bierhaltiges Getränk, das durch Einwohner und Touristen auf dem Weg zur oder von der Arbeit, zu einer Feier oder zwischen Aufenthaltsorten konsumiert wird.
Im Jahr 2014 wurde der Begriff „Fußpils“ als jugendsprachliches Synonym für das Wegbier in der Vorauswahl zum Jugendwort des Jahres angemeldet.